# 納什沃克鎮區 (明尼蘇達州艾塔斯卡縣)
納什沃克鎮區（英語：Nashwauk Township）是位於美國明尼蘇達州艾塔斯卡縣的一個行政鎮區。

## 地方資料
納什沃克鎮區的面積為177.18平方千米，當中陸地面積為170.58平方千米，而水域面積為6.60平方千米。根據2020年美國人口普查的數據，當地共有人口1662人，而人口密度為每平方千米9.38人。